# Madelene Lundvall
Madelene Lundvall, född Gillersand 1976, är en svensk författarinna. Hon debuterade 2016 med första delen i fantasy-serien Och mörkret föll.
Följande delar finns i serien:
1. Och mörkret föll (2016)
2. Innan skymning (2017)
3. Röda skyar (2017)
4. En ny gryning (2018)
5. Dömd (2019)
6. Vackra lögner (2020)

Utöver dessa böcker har hon medverkat i flera andra böcker och novellsamlingar.